# توانایی
توانایی (به انگلیسی: Aptitude) به مجموعه‌ای از واکنش‌های ذهنی و عینی که شخص را برای انجام کاری نمایان در زمانی مشخص قادر می‌کند اصطلاحاً توانایی گفته می‌شود. اساس این اصطلاح این است که شخص قادر است آن کار را حالا انجام دهد و نیازی به آموزش بیشتر ندارد. بنابراین تفکیک آن با استعداد (به انگلیسی: Talent) ضروری است. اصطلاح اخیر به سطح کارایی حاصل از میزان مشخصی از آموزش گفته می‌شود.

## انواع
- در یک دسته‌بندی می‌توان توانایی‌های فردی را به دو دسته تقسیم نمود: توانایی‌های ذهنی و توانایی‌های بدنی
- در دسته‌بندی دیگر خود مفهوم توانایی را می‌توان به مفاهیم دقیق تری منتقل کرد. مفاهیمی همچون استعداد، مهارت، هوش